# Parapachymorpha tetracantha
Parapachymorpha tetracantha är en insektsart som beskrevs av Chen, S.C. och Yun He He 200. Parapachymorpha tetracantha ingår i släktet Parapachymorpha och familjen Phasmatidae. Inga underarter finns listade i Catalogue of Life.